# キャサリン・オドンネル
キャサリン・オドンネル (Catherine O'Donnell、1996年6月13日 - ) は、イングランドの女子ラグビーユニオン選手。

## プロフィール
- イングランド・カーライル出身[1]。
- ポジションはロック(LO)。
- 身長 181cm、体重 95kg
- 女子イングランド代表キャップは19（2022年11月現在）。

## 略歴
2022年、ラグビーワールドカップ2021の女子イングランド代表に選ばれて、レッド・ローズ2大会連続準優勝に貢献。